# الظهار (العدين)

تعديل مصدري - تعديل

الظهار محلة تابعة لقرية حًمر، التابعة لعزلة بلاد المليكي بمديرية العدين إحدى مديريات محافظة إب في الجمهورية اليمنية.، بلغ تعداد سكانها 61 حسب تعداد اليمن لعام 2004.